# Martín Rodríguez Seminario
Martín Rodríguez Seminario (Pamplona, Navarra, 2 d'agost de 1871 - 20 de setembre de 1961) fou un compositor i organista navarrès. Feu els estudis en l'Acadèmia Municipal de Pamplona, i, molt jove, fou organista d'alguns convents i esglésies, fins que el 1901 aconseguí per oposició, entre vint-i-un aspirants, la plaça d'organista de la parròquia de Valmaseda (Biscaia). A més va donar nombroses audicions en les que es mostrà com a concertista de primer ordre. També es dedicà a l'ensenyança i a la composició, figurant entre les seves obres tres misses de glòria i una de rèquiem, miserere, novenes, etc. per a veus i orgue, i per a orgue sol una col·lecció de versos de vespres, ofertoris, peces diverses i fantasies, així com el poema simfònic La vida, per a gran banda.